# Sydney Sweeney
Sydney Bernice Sweeney (født 12. september 1997 i Spokane, Washington) er en amerikansk skuespillerinde. Hun fik først opmærksomhed i 2018 for sin medvirken i tv-serierne Everything Sucks! og The Handmaid's Tale samt i miniserien Sharp Objects. Året efter medvirkede hun i Quentin Tarantino-instruerede film Once Upon a Time in Hollywood.
Sweeney opnåede bredere anerkendelse for sine roller i HBO-dramaserien Euphoria (2019–nu) og den første sæson af antologiserien The White Lotus (2021), hvilket indbragte hende nomineringer til to Emmy Awards. I 2023 portrætterede hun Reality Winner i dramafilmen Reality og spillede hovedrollen i den kommercielt succesfulde romantiske komedie Anyone but You. I 2024 medvirkede hun i superheltefilmen Madame Web og både producerede og medvirkede i horrorfilmen Immaculate.